# Elzéar Soucy

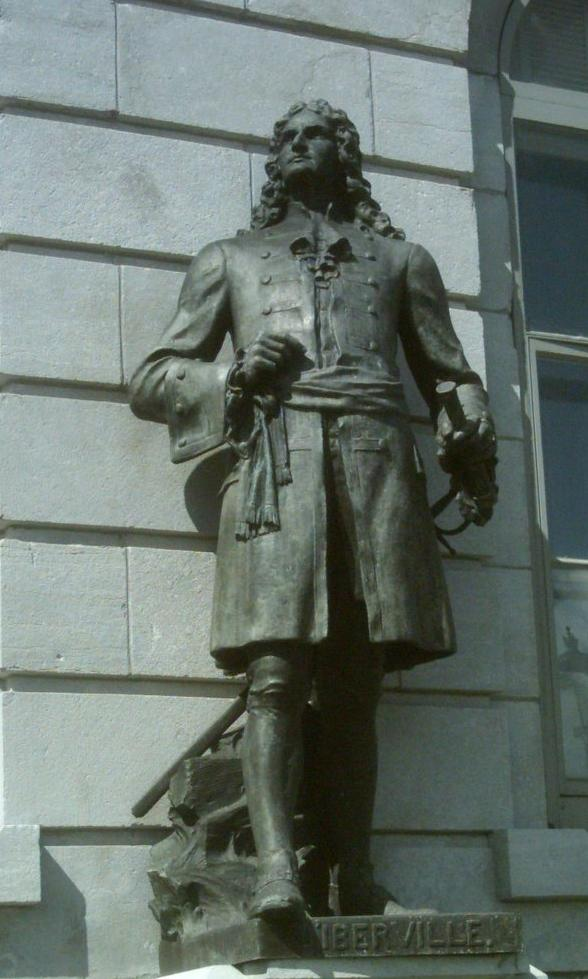
Statue de bronze représentant Pierre Le Moyne d'Iberville (1884)

Elzéar Soucy né le 18 novembre 1876 à Saint-Onésime-d'Ixworth et mort à Outremont le 12 février 1970 est un sculpteur québécois.

## Biographie
L'une de ses principales œuvres est la statue de bronze représentant Pierre Le Moyne d'Iberville située devant la façade de l'Hôtel du Parlement du Québec.
En 1895, il commence à suivre des cours de sculpture au Conseil des arts et manufactures de la Province de Québec. De 1898 à 1910, il devient l'apprenti du célèbre sculpteur George W. Hill pour ensuite ouvrir son propre atelier,.
Il enseignera la sculpture sur bois à l'École du meuble de Montréal.

## Œuvres
- Monument à la mémoire de Mgr Laflèche, 1926, Évêché de Trois-Rivières
- Pierre LeMoyne d'Iberville, 1927, bronze, 61,5 x 23,4 x 25,5 cm, Musée national des beaux-arts du Québec[6]

## Exposition
En avril 1923, une exposition d'une cinquantaine de pièces (maquettes, projets de monuments, sculptures, etc.) est consacrée à Elzéar Soucy à la Bibliothèque Saint-Sulpice.